# Ана Каренина
„Ана Каренина“ (на руски: Анна Каренина) е роман на руския писател Лев Толстой, публикуван като книга през 1878 г. Много писатели смятат романа за най-доброто литературно произведение, а самият Толстой го нарича първия си истински роман. Първоначално е издаден на части в периода 1873 – 1877 г. в периодичното руско издание „Руски вестник“. Толстой влиза в конфликт с издателя си Михаил Катков по политическите въпроси, повдигнати в последната част (отрицателните възгледи на Толстой за руските доброволци, които заминават да се сражават в Сърбия); по тази причина първото цялостно издание на книгата е от 1878 г.
Широко възприеман като кулминация на литературния реализъм, „Ана Каренина“ разказва любовната история на петербургската аристократка Ана Каренина на фона на феодалното руско общество от края на ХІХ в. Тъй като не разглежда Война и мир като роман, Толстой разглежда Ана Каренина като своя първи истински роман. Фьодор Достоевски го обявява за „безупречен, като произведение на изкуството“. Неговото мнение се споделя от Владимир Набоков, който особено се възхищава от „безупречната магия на стила на Толстой“, и от Уилям Фокнър, който описва романа, като „най-добрият, писан някога“. Романът остава популярен, както показва и една анкета от 2007 г. сред 125 съвременни автори в Тайм, която обявява, че Ана Каренина е „най-великата книга, написана някога“.
Романът се състои от осем части, с повече от дузина главни герои. В зависимост от превода обикновено се издава в два тома. Основните теми в романа са предателството, вярата, семейството, брака, имперското руско общество, страстта, селският срещу градския живот. Сюжетът се фокусира върху извънбрачната афера между Ана и дръзкия офицер от кавалерията граф Алексей Кирилович Вронски, която скандализира социалните кръгове на Санкт Петербург.
Влаковете са повтарящ се мотив в целия роман, който се осъществява на фона на бързите трансформации в резултат на либералните реформи, инициирани от император Александър II, като няколко основни сюжетни точки се провеждат или в пътнически влакове, или на гари в Санкт Петербург или другаде в Русия. Романът е адаптиран за различни медии, включително театър, опера, кино, телевизия, балет, фигурно пързаляне и радио драма.

## Основни герои
- Княгиня Ана Аркадиевна Каренина (Анна Аркадьевна Каренина): сестра на Степан Облонски, съпруга на Каренин и любовница на Вронски.
- Граф Алексей Кирилович Вронски (Aлексей Kириллович Bронский): любовник на Ана, офицер от кавалерията.
- Степан „Стива“ Аркадиевич Облонски (Cтепан „Cтива“ Aркадьевич Oблонский): държавен служител и брат на Ана, градски човек, 34-годишен. Неговото име е руската версия на английското Steve.
- Княгиня Дария „Доли“ Александровна Облонска (Дарья „Долли“ Aлександровна Oблонская): съпруга на Степан, 33-годишна.
- Граф Алексей Александрович Каренин: висш държавен служител и съпруг на Ана, по-стар от нея с двадесет години.
- Константин „Костя“ Дмитриевич Левин (Константин Дмитриевич Лёвин): ухажор на Кити, стар приятел на Стива, земевладелец, 32-годишен.
- Николай Дмитриевич Левин (Николай Дмитриевич Лёвин): по-големият брат на Константин, обеднял алкохолик.
- Сергей Иванович Кознишев (Сергей Иванович Кознышев): полубрат на Константин, известен писател, 40-годишен.
- Княгиня Екатерина „Кити“ Александровна Щербацкая (Екатерина Aлександровна Щербацкая): по-малката сестра на Доли, а по-късно съпруга на Констанин Левин, 18-годишна.
- Княгиня Елисавета „Бетси“ Тверская (Елизавета „Бетси“ Тверская): богата, с противоречив морал приятелка на Ана и братовчедка на Вронски.
- Графиня Лидия Ивановна (Лидия Ивановна): лидер на кръга на висшето общество, който включва Каренин, отбягва принцеса Бетси и нейния кръг. Има интерес към мистичното и спиритуалното.
- Графиня Вронска: майка на Вронски.
- Сергей „Серьожа“ Алексеич Каренин (Сергей „Серёжа“ Каренин): синът на Ана и Каренин.
- Ана „Ани“: дъщерята на Ана и Вронски.

## Въведение в сюжета
Ана Каренина е трагичната история на една омъжена аристократка от висшето общество и нейната любов със заможния граф Вронски. Историята започва, когато тя пристига в едно семейство, разбито от необузданото женкарство на нейния брат – нещо, което загатва нейното положение за в бъдеще, въпреки че тя ще получи по-малко толерантност от другите.
Все още ерген, Вронски е нетърпелив да се ожени за нея, ако тя се съгласи да напусне съпруга си Каренин, висш държавен служител, но тя е уязвима на руските социални норми, моралните закони на Руската православна църква, нейната собствена несигурност и нерешителността на Каренин. Въпреки че Вронски и Ана заминават за Италия, където могат да бъдат заедно, те срещат трудности в намирането на приятели. Обратно в Русия, тя е отбягвана, ставайки още по-изолирана и тревожна, докато Вронски има своя социален живот. Въпреки поредните уверения на Вронски, тя развива широко собственическо чувство и параноя за неговата въображаема невярност, страхувайки се от загубата на контрол.
Паралелната история в романа е тази на Константин Левин, заможен земевладелец в провинцията, който иска да се ожени за княжня Кити, сестра на Доли и снаха на брата на Ана, Облонски. Константин е трябвало да предложи два пъти, преди Кити да приеме. Романът рисува в детайли трудностите на Константин в управлението на неговата собственост, евентуалния му брак и личните му проблеми до раждането на първото му дете.
Романът изследва широк спектър от теми на своите почти хиляда страници. Някои от тези теми включват еволюцията на феодалната система, която е съществувала в Русия по това време – политика, не само на нивото на правителството на Русия, но също и на нивото на отделните герои и семейства, религията, морала, пол и социална класа.

## Резюме на сюжета
Романът е разделен на осем части. Неговата епитафия е На мен принадлежи възмездието, аз ще отмъстя, от Послание към римляните, което от своя страна цитира Хаазину.
Романът започва с един от най-често цитираните редове:
| “ | Всички щастливи семейства си приличат, всяко нещастно семейство е нещастно посвоему. | ” |

### Първа част
Романът започва с една сцена, която показва княз Степан Аркадиевич Облонски („Стива“), московски аристократ и държавен служител, който е бил неверен на жена си княгиня Даря Александровна („Доли“). Доли е разкрила аферата му със семейната гувернантка и домакинството и семейството са в смут. Стива съобщава на домакинството си, че неговата омъжена сестра, княгиня Ана Аркадиевна Каренина, ще дойде да ги посети от Санкт Петербург.
Междувременно, приятелят му от детинство, Константин Дмитриевич Левин („Костя“), пристига в Москва с намерението да предложи брак на най-малката сестра на Доли, княгиня Катерина Александровна Щербацкая („Кити“). Левин е страстен, неспокоен, но срамежлив аристократичен земевладелец, който, за разлика от московските си приятели, избира да живее на село в огромното си имение. Той открива, че Кити е ухажвана и от граф Алексей Кирилович Вронски, офицер от армията.
Докато чака на гарата, за да посрещне Ана, Стива се сблъсква с Вронски, който е там, за да посрещне майка си, графиня Вронска. Ана и Вронска са пътували и разговаряли заедно в един вагон. След като членовете на семействата се срещат отново и Вронски вижда Ана за пръв път, един работник на перона случайно пада пред локомотива и загива. Ана тълкува това като „зла поличба“. Вронски, от своя страна, е заслепен от нея. Ана е смутена от това, че е оставила малкия си син, Сергей („Серьожа“), за пръв път сам.
В дома на Облонски, Ана говори откровено и емоционално с Доли за изневярата на Стива и я убеждава, че Стива я обича още, въпреки изневярата. Доли е убедена от думите на Ана и прощава на Стива.
Кити, която идва да посети Доли и Ана, е само на осемнадесет. В първия ѝ сезон като дебютантка от нея се очаква да направи отлична женитба с мъж от нейното социално положение. Вронски ѝ засвидетелства значително внимание и тя очаква да танцува с него на бала същата вечер. Кити е много впечатлена от красотата и личността на Ана и също е заслепена от нея, подобно на Вронски. Когато Левин прави предложение на Кити в дома ѝ, тя несръчно го отхвъря, вярвайки, че е влюбена във Вронски и че той ще ѝ направи предложение, окуражавана и от майка си, която смята, че Вронски би бил по-добра партия (за разлика от бащата на Кити, който предпочита Левин).
На големия бал Кити очаква да чуе нещо категорично от Вронски, но той танцува с Ана, избирайки я за партньорка пред шокираната и съкрушена Кити. Кити осъзнава, че Вронски се е влюбил в Ана и няма намерение да се ожени за нея, въпреки явните си флиртове. Вронски е приемал отношенията си с Кити просто като източник на забавление и предполага, че Кити е действала, водена от същите мотиви. Ана, разтърсена от този емоционален и физически отговор на Вронски, се връща веднага в Санкт Петербург. Вронски пътува в същия влак. По време на среднощното пътуване двамата се срещат и Вронски ѝ признава любовта си. Ана му отказва, въпреки че тя е дълбоко повлияна от вниманието му към нея.
Левин, смазан от отказа на Кити, се връща в имението си, изоставяйки всяка надежда за женитба. Ана се връща при съпруга си, граф Алексей Александрович Каренин, висш държавен служител, и своя син Серьожа в Санкт Петербург. Виждайки съпруга си за пръв път след срещата си с Вронски, Ана го намира непривлекателен, въпреки че си казва, че той е добър човек.

### Втора част
Семейство Щербацки се консултира с доктора за здравето на Кити, което се разклаща след отхвърлянето на Вронски. Един специалист ги посъветва, че Кити трябва да замине в чужбина, за да възстанови здравето си. Доли говори с Кити и разбира, че тя страда заради Вронски и Левин, за когото се безпокои, че е наранила напразно. Кити, унизена от Вронски и измъчвана от отхвърлянето на Левин, разстройва сестра си, която страда от изневярата на Стива, казвайки, че тя никога не би могла да обича мъж, който я е предал. Междувременно Стива посещава Левин на село, докато продава един свой имот наблизо.
В Санкт Петербург Ана започва да прекарва повече време в тесния кръг на княгиня Елисавета („Бетси“), модерна светска дама и братовчедка на Вронски. Вронски продължава да ухажва Ана. Въпреки че първоначално тя се опитва да го отхвърли, в крайна сметка се поддава на ухажванията му. Каренин напомня на жена си за неуместността на обръщането на толкова внимание на Вронски на публични места, което е станало обект на клюки. Той е загрижен за публичния образ на двойката, въпреки че вярва, че Ана е извън подозрение.
Вронски, запален ездач, взема участие в конни надбягвания, по време на които язди своята кобила Фру-Фру твърде силно – неговата безотговорност става причина тя да падне и да счупи гръбнака си. Ана не е в състояние да скрие своето нещастие по време на инцидента. Преди това Ана казва на Вронски, че е бременна с неговото дете. Каренин също присъства на надбягванията и прави забележка на Ана, че поведението ѝ е неподходящо. Ана, в състояние на краен стрес и емоция, признава своята извънбрачна връзка на съпруга си. Каренин я моли да я прекъсне, за да избегне по-нататъшни клюки, вярвайки, че техния брак ще бъде запазен.
Кити и майка ѝ пътуват до германски спа курорт, за да възстанови разклатеното си здраве. Там те срещат седящата в инвалидна количка пиетистка госпожа Щал и непорочната Варенка, осиновената ѝ дъщеря. Повлияна от Варенка, Кити става изключително набожна, но загубва илюзиите след критиките на баща си, когато научава, че мадам Щал е инсценирала болестта си. Тогава тя се връща в Москва.

### Трета част
Левин продължава да работи в имението си, оставайки тясно свързан с душевните си мисли и борби. Той се бори с идеята за фалш, чудейки се как може да се справи с него, и критикувайки това, което чувства, че е фалш в другите. Той развива идеи, свързани със земеделието, както и с уникалната връзка на селскостопанския работник и собствената му земя и култура. Той стига до заключение, че реформите в земеделието в Европа няма да сработят в Русия, заради уникалната култура и личност на руския селянин.
Когато Левин посещава Доли, тя се опитва да разбере какво се е случило между него и Кити и да обясни нейното поведение. Левин е много развълнуван от разговора за Кити и започва да се чувства дистанциран от Доли и възприема любящото ѝ отношение към децата ѝ като фалш. Левин решава да забрави Кити и обмисля възможността за брак с жена от село. Въпреки това едно случайно виждане на Кити в каретата ѝ кара Левин да осъздане, че още я обича. Междувременно, в Санкт Петербург, Каренин отказва да се раздели с Ана, настоявайки, че тяхната връзка ще продължи. Той я заплашва да отведе Серьожа, ако тя продължава своята връзка с Вронски.

### Четвърта част
Когато Ана и Вронски продължават да се виждат, Каренин се консултира с адвокат относно възможността да получи развод. По това време в Русия развод може да бъде искан единствено от невинната в една връзка страна и е необходимо или виновната страна да признае – нещо, което може да разруши позицията на Ана в обществото и да направи невъзможен повторен брак за нея в православна църква, или виновната страна да бъде хваната в акта на прелюбодеяние. Насила Каренин слага ръка върху някои от любовните писма на Вронски, които адвоката намира за недостатъчни като доказателство за изневяра. Стива и Доли спорят с Каренин против неговото желание за развод.
Каренин променя плановете си, след като научава, че Ана е на прага на смъртта след трудното раждане на нейната дъщеря, Ани. Край леглото ѝ, Каренин прощава на Вронски. Въпреки това Вронски, смутен от великодушието на Каренин, прави неуспешен опит за самоубиство, като се прострелва. Когато Ана се възстановява, тя открива, че не може да живее с Каренин, въпреки неговата прошка и неговата привързаност към Ани. Когато научава, че Вронски е напът да заеме военна позиция в Ташкент, тя се отчайва. Ана и Вронски се събират отново и избягват в Европа, изоставяйки Серьожа и предложението на Каренин за развод.
Междувременно Стива действа като сватовник на Левин: той организира среща между него и Кити, което води до тяхното помирение и годеж.

### Пета част
Левин и Кити се женят и започват новия си живот в имението на село. Въпреки че двойката е щастлива, те преживяват горчиви и стресиращи първи три месеца от женитбата. Левин е недоволен от времето, което Кити иска да прекарва с него, и постоянно мисли за неспособността си да бъде така продуктивен, както е бил като ерген. Когато брачният живот започва да се подобрява, Левин научава, че брат му, Николай, умира от туберкулоза. Кити предлага да придружи Левин в неговото пътуване и оказва голяма помощ в грижите за Николай. Виждайки жена си да се справя в ситуация, по безкрайно по-добър начин, отколкото ако я нямаше, любовта на Левин към нея нараства. В крайна сметка, Кити научава, че е бременна.
В Европа Вронски и Ана се борят да намерят приятели, които да ги приемат. Докато Ана е щастлива най-накрая на бъде сама с Вронски, той се чувства задушен. Те не могат да се сприятелят с руснаци от тяхната социална класа и им е трудно да се забавляват. Вронски, който е вярвал, че да бъде с Ана е ключът към неговото щастие, установява, че е отегчен и неудовлетворен. Той се заема с живопис и прави опит да покровителства един емигрирал гениален руски художник. Въпреки това, Вронски не може да види, че на неговото собствено изкуство му липсва талант и страст и че разговорите му за изкуство са изключително претенциозни. Все по-неспокойни, Ана и Вронски решават да се завърнат в Русия.
В Санкт Петербург Ана и Вронски отсядат в един от най-добрите хотели, но вземат отделни стаи. Става ясно, че докато Вронски може все още да се движи свободно в руското общество, Ана няма това право. Дори нейната стара приятелка, княгиня Бетси, която самата тя има извънбрачна връзка, избягва нейната компания. Ана става загрижена, че Вронски не я обича повече. Междувременно Каренин се утешава с графиня Лидия Ивановна, дама, ентусиазирана от религиозните и мистични идеи, модни във висшето общество. Тя го съветва да държи Серьожа далече от Ана и да му каже, че майка му е мъртва. Въпреки това Серьожа отказва да повярва, че това е истина. Ана посещава непоканена Серьожа на неговия девети рожден ден, но е разкрита от Каренин.
Ана, отчаяно искаща да си върне поне част от предишната си позиция в обществото, присъства на постановка в театъра, в който присъства цялото висше общество на Санкт Петербург. Вронски я моли да не ходи, но му е невъзможно да ѝ обясни защо не трябва да го прави. В театъра Ана е открито пренебрегната от бившите си приятелки, една от които прави преднамерена сцена и напуска театъра. Ана е унижена. При невъзможността да намерят място за тях в Санкт Петербург, Ана и Вронски напускат града и отиват в селското му имение.

### Шеста част
Доли, майка ѝ – княгиня Щербацкая, и децата на Доли прекарват лятото с Левин и Кити. Животът на Левинови е прост и непресторен, въпреки че Левин е неспокоен от „нашествието“ на толкова много Щербацки. Той става изключително ревнив, когато един от посетителите, Веслонски, открито флиртува с бременната Кити. Левин се опитва да преодолее чувствата си, но в крайна сметка се поддава на тях и кара Веслонски да напусне дома му с една неудобна сцена. Веслонски незабавно отива и отсяда при Ана и Вронски в тяхното недалечно имение.
Когато Доли посещава Ана, тя е поразена от разликата между аристократичния, но прост начин на живот на Левин и открито луксозния и разточителен живот на Вронски. Тя също така не е в състояние да бъде в крак с модните рокли на Ана, нито с екстравагантните разходи на Вронски по болницата, която той строи. В допълнение, не всичко между Ана и Вронски е наред. Доли забелязва неспокойното поведение на Ана и неуместните ѝ флиртове с Весловски. Вронски отправя емоционално искане към Доли, молейки я да убеди Ана да се разведе с Каренин, така че двамата да могат да се оженят и да живеят нормално.
Ана става безкрайно ревнива към Вронски и не може да понася, когато той я оставя, дори и за кратко. Когато Вронски го няма за няколко дни поради дворянските избори, Ана се убеждава, че трябва да се омъжи за него, за да го възпрепятства да я напусне. След като Ана пише на Каренин, тя и Вронски напускат провинцията и отиват в Москва.

### Седма част
Когато посещава Москва преди раждането на Кити, Левин бързо привиква към забързания, скъп и фриволен градски социален живот. Той придружава Стива до един клуб за джентълмени, където двамата срещат Вронски. Левин и Стива посещават Ана, която занимава безсъдържателните си дни, като е покровителка на едно английско момиче сираче. Левин първоначално е обезпокоен от визитата, но Ана го очарова. Когато признава на Кити, че е посетил Ана, тя го обвинява, че се е влюбил в нея. Двойката се помирява по-късно, осъзнавайки, че московското общество има отрицателно и покваряващо влияние върху Левин.
Ана не може да разбере защо може да привлече мъж като Левин, който има млада и красива съпруга, но не може повече да привлича Вронски. Нейната връзка с Вронски е под нарастващо напрежение, защото той може да се движи свободно в руското общество, докато тя остава изключена. Нейното растящо огорчение, отегчение и ревност са причина за кавги между двамата. Ана използва морфин, за да може да заспи, навик, който придобива, докато живее с Вронски в неговото селско имение. Тя става зависима от него. Междувременно, след много дълги усилия, Кири ражда син, Дмитри, на галено „Митя“. Левин е едновременно ужасен и дълбоко развълнуван при вида на малкото, безпомощно бебе.
Стива посещава Каренин, за да получи препоръка за нов пост. По време на визитата Стива моли Каренин да даде развод на Ана (което би изискало от него да признае, че не е имало извънбрачна връзка), но решенията на Каренин вече се направляват от един френски „ясновидец“, препоръчан от Лидия Ивановна. Ясновидецът има ясно изразено видение по време на посещението на Стива и дава на Каренин загадъчно съобщение, което той интерпретира по начин, че трябва да отхвърли искането за развод.
Ана става все по-ревнива и ирационална към Вронски, когото подозира, че има любовна връзка с друга жена. Също така тя е убедена, че той ще се поддаде на плановете на майка си да го ожени за жена от кръга на богатите. Те имат горчив скандал и Ана повярва, че връзката им е приключила. Тя започва да обмисля самоубийство като бягство от своите мъки. В своето психично и емоционално объркване, тя изпраща телеграма на Вронски, молейки го да се върне при нея, а след това посещава Доли и Кити. Объркването и гневът завладяват Ана и подобно на инцидента с работника на перона, тя извършва самоубийство, хвърляйки се под колелата на преминаващ влак.

### Осма част
Последната книга на брата на Левин е игнорирана от читателите и критиката и той се присъединява към новото панславянско движение. Стива получава поста, който желае толкова много, а Каренин поема попечителството върху детето на Вронски и Ана. Група руски доброволци, включително Вронски, заминава от Русия да се бие в сръбското въстание, което е избухнало срещу турците. В същото време в имението на Левин се разразява гръмотевична буря, докато съпругата му и новороденият им син са навън, и в своя страх за тяхната сигурност Левин осъзнава, че наистина обича сина си. Семейството на Кити се опасява, че един толкова алтруистичен човек като съпруга ѝ не се приема като християнин, но след като говори с един селянин, той преживява истинска промяна, заключавайки, че вярва в християнските принципи, научени в детството, и повече не поставя под въпрос своята вяра. Той разбира, че човек трябва да реши за себе си това, което е приемливо по отношение на собствената му вяра и убеждения. Той избира да не казва на Кити за промяната, която е преживял, и първоначално е недоволен, че завръщането му към вярата не носи със себе си пълна трансформация към правдата. Въпреки това в края на историята Левин достига до заключението, че въпреки своите нововъзприети убеждения той е човек и ще продължи да прави грешки. Неговият живот сега може да бъде съдържателно и истинно ориентиран към правдата.

## Основни теми
Ана Каренина изследва темите за лицемерието, ревността, вярата, верността, семейството, брака, обществото, прогреса, плътското желание и страстта, привързаността на селянина към земята в контраст с начина на живот в града.
Преводачката Розмари Едмъндс пише, че Толстой не поучава явно в книгата, но вместо това позволява темите да изникнат естествено от „голямата панорама на живота в Русия“. Също така тя отбелязва, че едно от основните послания на книгата е, че „никой не може да изгради своето щастие върху нещастието на другите“.
Левин е често разглеждан като автобиографичен портрет на собствените вярвания, борби и събития от живота на Толстой. Първото име на Толстой е Лев, а руската фамилия „Левин“ означава „на Лев“. Според бележките под линия на превода на Pevear/Volokhonsky, гледните точки, които Левин поддържа в своите спорове в романа, съответстват на отявлените възгледи на Толстой по това време. Освен това, според У. Гарет Джоунс, Левин е предложил на Кити по същия начин, по който Толстой на София Толстая. Освен това, Левин иска годеницата му да прочете дневника му като начин за разкриване на неговите прегрешения и предишни любовни връзки, което е в паралел със собствените искания на Толстой към неговата годеница София Берс.

## Исторически контекст
Събитията в романа се развиват на фона на бързи трансформации в резултат на либералните реформи, инициирани от император Александър II (Русия), главната сред тях Премахването на крепостничеството през 1861 г., последвани от съдебната реформа, включително системата на съдебното жури; военни реформи, въвеждането на изборни местни правителства (Земство), бързото развитие на железниците, банките, индустрията, телеграфа, създаването на нови бизнес елити и упадъка на старата поземлена аристокрация, по-свободната преса, пробуждането на общественото мнение, панслависткото движение, положението на жените, доброволчеството във войните на Балканите и т.н. Тези промени са горещо дебатирани от героите в романа.
Гарата в Обираловка, където Ана се самоубива, сега е известна като град Железнодорожний.

## Коментари
- „Ана Каренина“ е най-великият социален роман в цялата световна литература“ – Томас Ман
- „Ана Каренина“ е съвършенство като художествено произведение... и то такова, с което нищо подобно от европейските литератури понастоящем не може да се сравнява“ – Фьодор Достоевски